# Organisation politique des kasavubistes et alliés
L'Organisation politique des kasavubistes et alliés (OPEKA) est un parti politique en république démocratique du Congo. Il est créé en 2005 par Marie-Rose Kasa-Vubu Kiatazabu en vue de maintenir, dans la mémoire collective, la vision de Joseph Kasa-Vubu, le premier président de la république démocratique du Congo.
Il est enregistré, selon la loi de 2004, sous la référence n°162/2005 du 04/07/2005 et son siège social se trouve dans l'ancienne résidence de Joseph Kasa-Vubu, classée patrimoine culturel national en 2015.
L'OPEKA défend les valeurs d'intégrité, l'unité dans le fédéralisme et la gestion de la chose publique de manière consensuelle, selon la vision politique du président Joseph Kasa-Vubu. Un député national pour la ville de Kinshasa est élu sous ses couleurs aux élections législatives de 2006.
Sa présidente est Carole Kiatazabu Itambo, petite fille de Joseph Kasa-Vubu. Elle est aussi ministre provinciale du portefeuille, Éducation, Genre, Famille et Enfants dans la province du Kongo central depuis 2022.